# Emil Șiancu
Emil Șiancu (n. ? - d. 1939) a fost un ofițer român al Armatei Austro-Ungare și un politician legionar din România.
Originar din Țara Moților, în Primul Război Mondial a servit în Armata Austro-Ungară. A trecut de partea forțelor române în iulie 1918, fiind desemnat de către Consiliul Național Român din Cluj să organizeze la Huedin Garda Națională, a cărei comandă a luat-o. A aderat la Mișcarea Legionară de la începuturile acesteia și a fost parlamentar al partidului Totul pentru Țară la alegerile din 1937. 
La 29 mai 1933 Emil Șiancu l-a împușcat, în timpul unui proces, pe marele proprietar de păduri de naționalitate evreiască Tischler Mohr (Mauriciu), sub pretextul că era „jefuitorul moților” dar  ulterior a fost achitat.
A fost arestat, judecat și condamnat la închisoare la procesul din iulie 1938. Aflat la Spitalul Militar Brașov, secția deținuți politici, Emil Șiancu a fost ridicat și asasinat (împușcat) de autorități, în masacrul elitei legionare din noaptea de 21/22 sept. 1939, ordonat de Regele Carol al II-lea. În 1940, Emil Șiancu a fost achitat și reabilitat post-mortem prin rejudecarea procesului din 1938.